# 幾內亞比紹電視台
幾內亞比紹電視台（葡萄牙語：Televisão da Guiné-Bissau）是西非國家幾內亞比紹的國家電視台，故中文俗稱幾內亞比紹國家電視台。
該電視台成立並開播於1989年11月14日，當時以「幾內亞比紹實驗電視台」（葡萄牙語：Televisão Experimental da Guiné-Bissau）名義；1995年更名為「幾內亞比紹廣播電視台」（葡萄牙語：Rádio Televisão da Guiné-Bissau）；2003年更名為「幾內亞比紹電視台」（葡萄牙語：Televisão da Guiné-Bissau）。2012年5月25日，幾內亞比索電視台與澳廣視簽署電視節目交流合作協議，計劃將幾內亞比紹的電視節目譯成中文，再傳送至內地播放；同時將中國中央電視台提供的紀錄片等節目譯成葡文，傳送至幾內亞比紹播放。